# Tiffany Simelane
Tiffany Simelane (Mhlambanyatsi, 1988 – 17 de agosto de 2009) foi uma modelo de Essuatíni que representava seu país no Miss Mundo 2008 na África do Sul quando suicidou-se ingerindo veneno.